# Meir Bar-Ilan
Meir Bar-Ilan, właściwie Meir Berlin (hebr. ‏מאיר בר-אילן‎, ur. 1880 w Wołożynie, zm. 17 kwietnia 1949 w Jerozolimie) – litewski ortodoksyjny rabin i przywódca ruchu syjonizmu religijnego, lider organizacji Mizrachi w Stanach Zjednoczonych i brytyjskim mandacie Palestyny. Był inspiratorem założenia w Izraelu uniwersytetu, który nazwano na jego cześć.

## Życiorys

### Dzieciństwo i młodość
Meir urodził się w Wołożynie w Imperium Rosyjskim. Pochodził z religijnej rodziny żydowskiej. Był najmłodszym synem ważnego ortodoksyjnego rabina Naftalego Berlina, znanego pod akronimem Netziv. Był on przywódcą słynnej litewskiej jesziwy w Wołożyniu. Młody Meir otrzymał tradycyjne religijne żydowskie wykształcenie. W wieku 13 lat stracił ojca. Jego dalszą edukacją zajął się dziadek, rabin Jechiel Michel Epstein. Studiował Talmud na jesziwach w Wołożyniu, Telszach, Brześciu i Nowogródku. W 1901 roku poślubił córkę rabina Tuvi Rabinowicza. W 1902 roku otrzymał smichę, a następnie wyjechał do Cesarstwa Niemieckiego, gdzie zapoznał się z bardziej nowoczesną formą judaizmu ortodoksyjnego. Miało ono bardziej tolerancyjne nastawienie do świeckiej oświaty i syjonizmu politycznego. Studiował na Uniwersytecie Fryderyka Wilhelma w Berlinie.

### Działalność syjonistyczna
W 1905 wstąpił do syjonistycznej organizacji Mizrachi, która popierała ideę utworzenia w Ziemi Izraela religijnego państwa żydowskiego. Rabin Bar-Ilan reprezentował organizację na Siódmym Kongresie Syjonistycznym, na którym głosował przeciwko brytyjskiej propozycji rozwijania żydowskiej kolonizacji w Ugandzie. W ten sposób rozpoczęło się jego odejście od Rosji. Po kongresie powrócił do rodzinnej Litwy, jednak szybko wyjechał do Berlina. Bardzo szybko stał się przywódcą ruchu syjonizmu religijnego. W 1911 został sekretarzem Mizrachi. W 1913 wyjechał do Stanów Zjednoczonych, gdzie został liderem lokalnych grup Mizrachi. W 1914 roku przewodniczył amerykańskiej konwencji Mizrachi w Cincinnati. W latach 1915–1928 pełnił obowiązki prezesa amerykańskiej Mizrachi. Podczas I wojny światowej był aktywnym członkiem American Jewish Joint Distribution Committee, służąc w 1916 roku jako wiceprezes Centralnego Komitetu Pomocy w Nowym Jorku. W 1917 założył Instytut Nauczycieli Mizrachi. W 1923 przez krótki czas pełnił obowiązki dyrektora Uniwersytetu Yeshiva (Jesziwa) w Nowym Jorku.
W 1923 roku wyemigrował do Brytyjskiego Mandatu Palestyny. W 1925 roku został członkiem Rady Dyrektorów Żydowskiego Funduszu Narodowego, koordynując pomoc finansową dla osadnictwa żydowskiego w Palestynie. Przeciwstawił się Białej księdze z 1939, która zmniejszała liczebność żydowskiej imigracji i ograniczała możliwości dalszej kolonizacji Ziemi Izraela. Sprzeciwiał się także koncepcji podziału Palestyny na dwa odrębne państwa: żydowskie i arabskie. Wezwał do obywatelskiego nieposłuszeństwa wobec brytyjskich władz mandatowych i odmowy współpracy z Brytyjczykami. Zasiadał w radzie dyrektorów Banku Mizrachi. W międzyczasie angażował się w badania rabiniczne i prowadził działalność wydawniczą. Był prezesem Talmudical Encyclopedia (wydał dwa pierwsze tomy), a od 1939 roku redaktorem hebrajskiej gazety HaTzofe ukazującej się w Tel Awiwie. Pisał liczne artykuły na tematy talmudyczne do różnych czasopism w Palestynie. Po proklamacji niepodległości Izraela w dniu 14 maja 1948 roku, rabin Bar-Ilan zorganizował komitet rabiniczny, który zajął się zbadaniem problemów prawnych nowego państwa w świetle religijnego prawa żydowskiego. Założył instytut na rzecz wydania nowej pełnej edycji Talmudu. Był także ministrem religii. Był inspiratorem założenia Uniwersytetu Bar-Ilana.
Zmarł 17 kwietnia 1949 roku w Jerozolimie.

## Znaczenie
Rabin Meir Bar-Ilan był wybitnym żydowskim przywódcą duchowym, który przyczynił się do odrodzenia tradycyjnego judaizmu w Europie. Wniósł duży wkład w budowę fundamentów religijnej oświaty w Izraelu. Na jego cześć nazwano izraelski moszaw Bet Me’ir.

## Dzieła
- Fun Volozhin biz Yerushalayim. Tel Awiw: 1933. Brak numerów stron w książce (autobiografia, dwa tomy)
- Bishvil ha-Techiah. Tel Awiw: 1940. Brak numerów stron w książce
- Raban szel Yisrael. Nowy Jork: 1943. Brak numerów stron w książce